# 向波
向波（？—），男，中华人民共和国外交官，现任中华人民共和国驻喀山总领事。

## 生平
向波毕业于北京外国语大学，曾任驻土库曼斯坦大使馆政务参赞兼首席馆员。2021年，任外交部边界与海洋事务司参赞。2022年9月，出任中华人民共和国驻喀山总领事。